# لعليجات (أولاد مسعود سايس)
لعليجات هو دُوَّار يقع بجماعة سبت سايس، إقليم الجديدة، جهة الدار البيضاء سطات في المملكة المغربية. ينتمي الدوّار لمشيخة أولاد مسعود سايس التي تضم 18 دوار. يقدر عدد سكانه بـ 244 نسمة حسب الإحصاء الرسمي للسكان والسكنى لسنة 2004.

## روابط خارجية
- البوابة الوطنية للجماعات الترابية نسخة محفوظة 12 مارس 2018 على موقع واي باك مشين.
- المندوبية السامية للتخطيط